# Marcel Perrière
Marcel Perrière (Genève, 22 november 1890 – Unterseen, 6 augustus 1966) was een Zwitsers wielrenner. Hij behaalde acht podiumplaatsen in het Zwitsers kampioenschap wielrennen, waarbij hij drie keer op het hoogste schavot mocht gaan staan. 

## Belangrijkste overwinningen
1910
- Tour du Lac Léman

1911
- Bern-Genève
- Nationaal kampioenschap Zwitserland op de weg, Elite
- Tour du Lac Léman

1912
- Bern-Genève

1915
- Nationaal kampioenschap Zwitserland op de weg, Elite

1916
- Nationaal kampioenschap Zwitserland op de weg, Elite

1925
- Tour du Lac Léman

## Resultaten in voornaamste wedstrijden
| Jaar | Ronde van Italië | Ronde van Frankrijk | Ronde van Spanje |
| ---- | ---------------- | ------------------- | ---------------- |
| 1911 |                  |                     |                  |
| 1913 |                  |                     |                  |
| 1914 |                  | opgave              |                  |
| 1925 |                  | opgave              |                  |

| Jaar | Ronde van Lombardije |
| ---- | -------------------- |
| 1911 | 27e                  |
| 1913 | 31e                  |
| 1914 |                      |
| 1925 |                      |